# Fästningsverk av Vauban

location of the sites

Fästningsverk av Vauban är ett världsarv bestående av 12 fästningsverk längs västra, norra och östra Frankrikes gräns. De ritades av Sébastien Le Prestre de Vauban och blev uppsatta på världsarvslistan 2008. Utöver de fästningsverk som ingår i världsarvet ritade Vauban ett antal andra.

## Lista över platserna världsarvets fästningsverk
- Arras, Pas-de-Calais: citadell

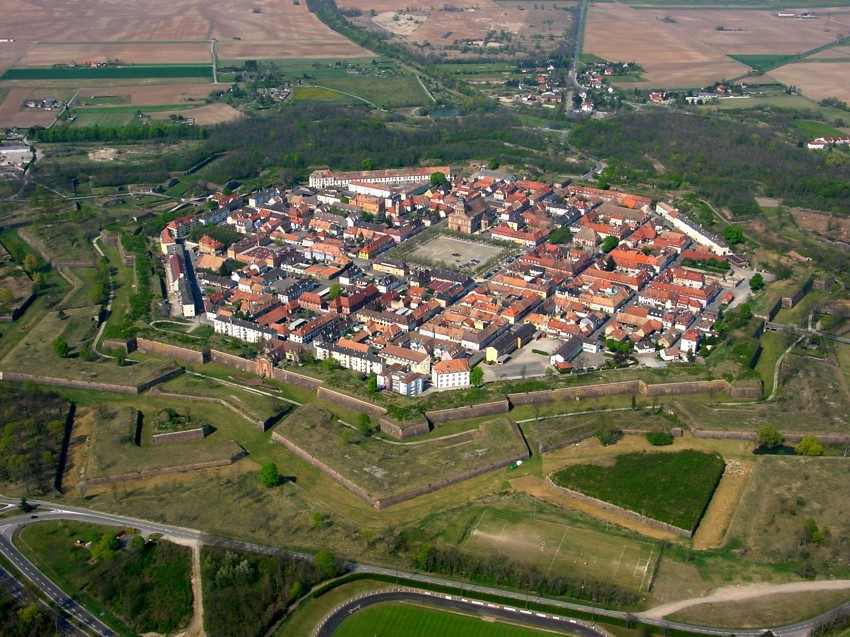
Neuf-Brisach

- Besançon, Doubs: citadellet, stadsmuren och Fort Griffon
- Blaye-Cussac-Fort-Médoc, Gironde: Blayes citadell, stadsmuren, Fort Paté och Fort Médoc
- Briançon, Hautes-Alpes: stadsmuren, Redoute des Salettes, Fort des Trois-Têtes, Fort du Randouillet, ouvrage de la communication Y och Asfeldbron
- Camaret-sur-Mer, Finistère: Tour dorée (lit. "Gyllene tornet") aka. Tour Vauban
- Longwy, Meurthe-et-Moselle: ville neuve
- Mont-Dauphin, Hautes-Alpes: place forte
- Mont-Louis, Pyrénées-Orientales: citadellet och stadsmuren
- Neuf-Brisach, Haut-Rhin: ville neuve/Breisach (Tyskland): Rhens huvudväg
- Saint-Martin-de-Ré, Charente-Maritime: stadsmuren och citadellet
- Saint-Vaast-la-Hougue/Tatihou, Manche: vakttornen
- Villefranche-de-Conflent, Pyrénées-Orientales: stadsmuren, Fort Libéria och Cova Bastera

Ytterligare två objekt var ursprungligen med men togs bort från den slutgiltiga listan:
- Bazoches, Nièvre: slottet
- Belle-Île-en-Mer, Morbihan: citadellet och murarna runt Le Palais